# Cerobates elegans
Espèce
Synonymes
Cerobates (Ionthocerus) elegans
Cerobates elegans est une espèce de coléoptères de la famille des Brentidae, de la sous-famille des Brentinae et de la tribu des Stereodermini. Elle est trouvée en Afrique.